# Bulbophyllum regnellii
Bulbophyllum regnellii là một loài phong lan thuộc chi Bulbophyllum.